# Speziallager Sachsenhausen

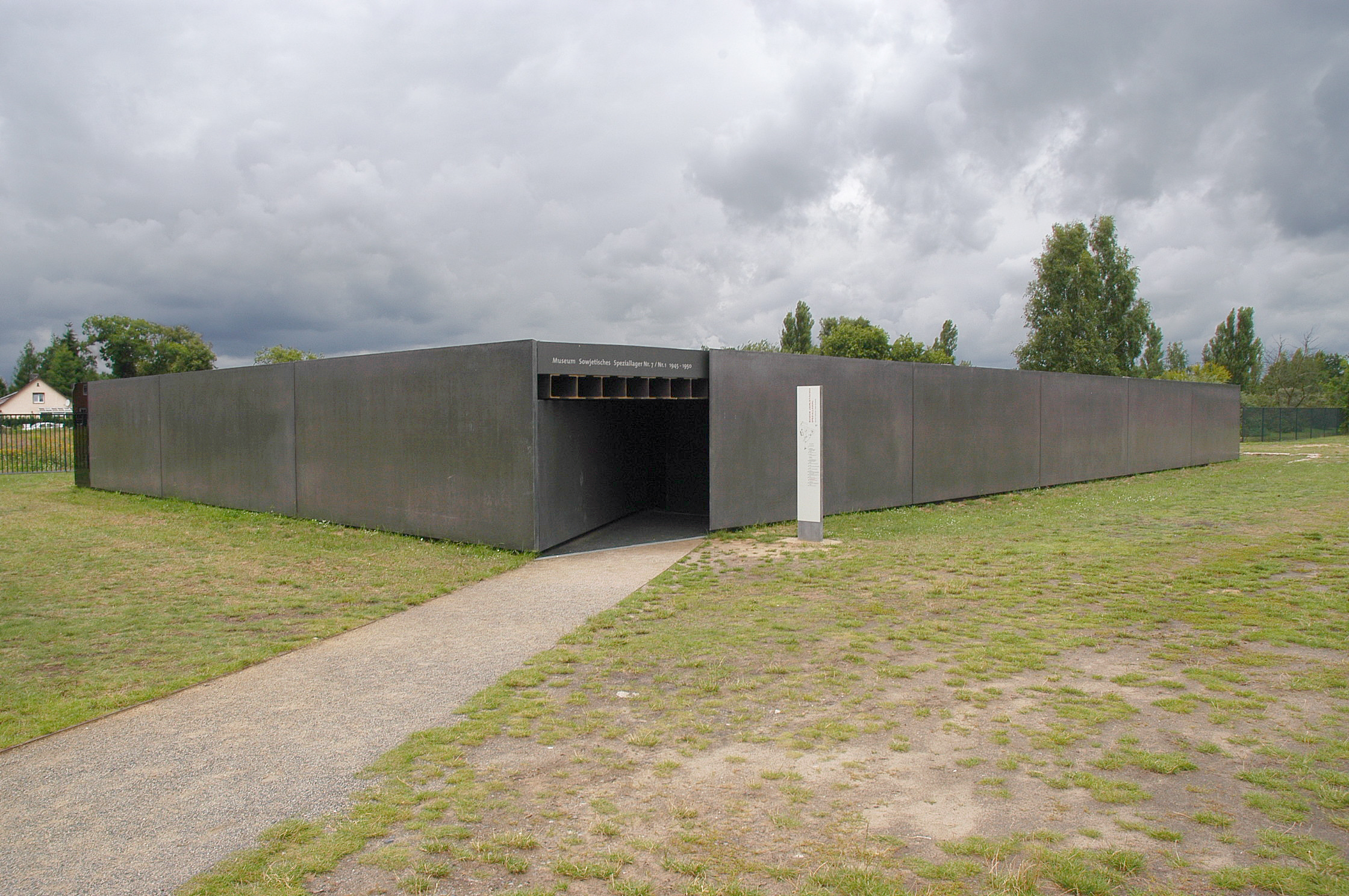
Eingang zum Museum des Speziallagers Nr. 7/Nr. 1

Das Speziallager Sachsenhausen (zuerst Speziallager Nr. 7, ab 1948 Speziallager Nr. 1) war von 1945 bis 1950 ein sowjetisches Speziallager in Deutschland. Es befand sich von 1945 bis 1950 im Kernbereich des ehemaligen Konzentrationslagers Sachsenhausen im Ortsteil Sachsenhausen der Stadt Oranienburg.
Die Insassen der Speziallager wurden ohne Urteil festgehalten, denn die von sowjetischen Militär-Tribunalen (SMT) Verurteilten kamen nicht in die Speziallager. Da es aber auf dem Gelände auch ein Lager für SMT-Verurteilte gab, wird dies gelegentlich in der Argumentation vermischt.
Heute befindet sich die Gedenkstätte und Museum Sachsenhausen auf dem Gelände des ehemaligen Speziallagers Sachsenhausen. Die Einrichtung versteht sich als Gedenk- und Lernort sowie als modernes zeithistorisches Museum. Sie folgt einem dezentralen Gesamtkonzept, um dem Besucher die Geschichte an den authentischen Orten erfahrbar zu machen. Im August 2001 wurde die Ausstellung Speziallager Nr. 7/Nr. 1 eröffnet.

## 1945 bis 1950

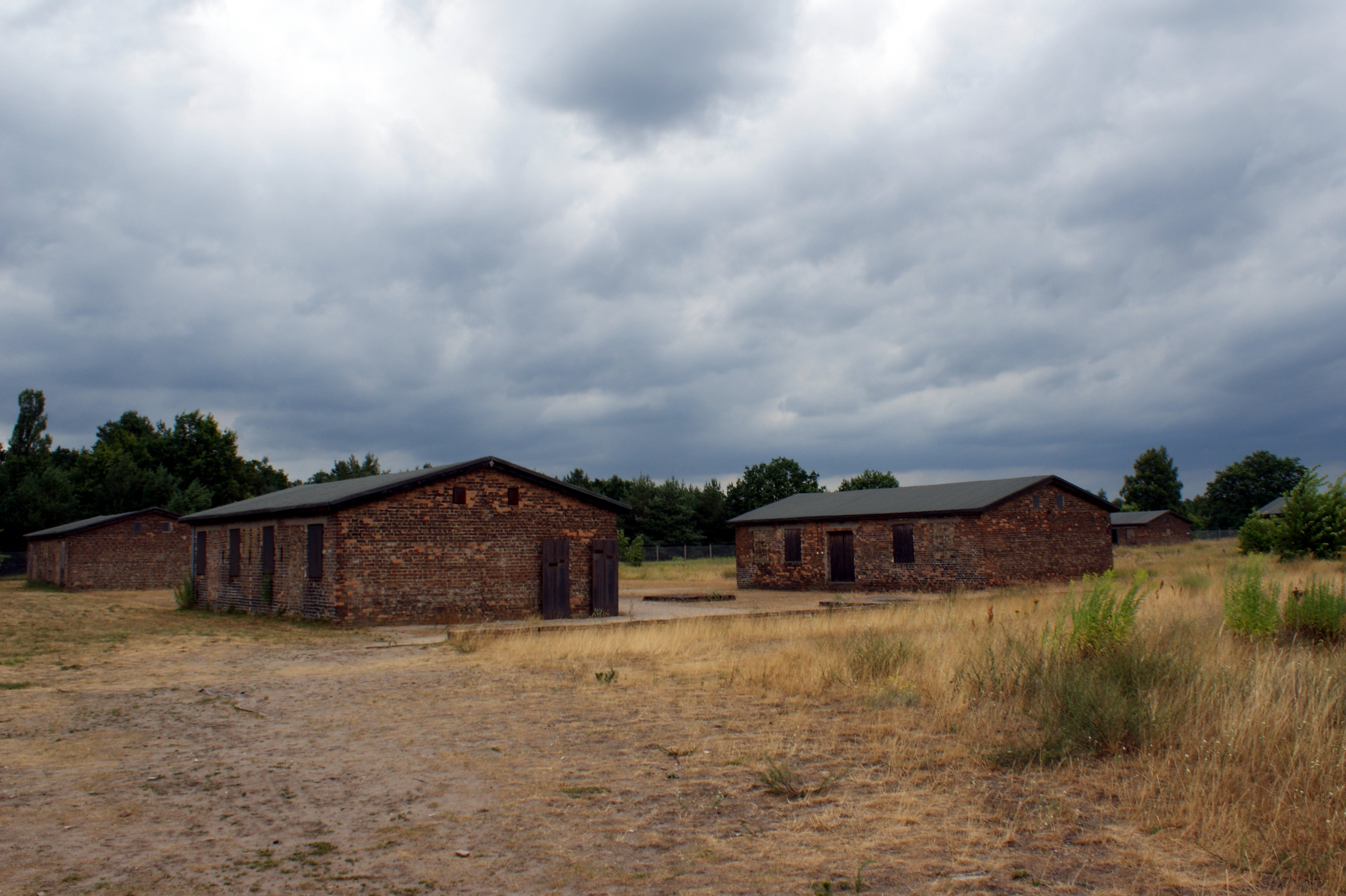
Gemauerte Baracken des Speziallagers Nr. 7 für die SMT-Verurteilten

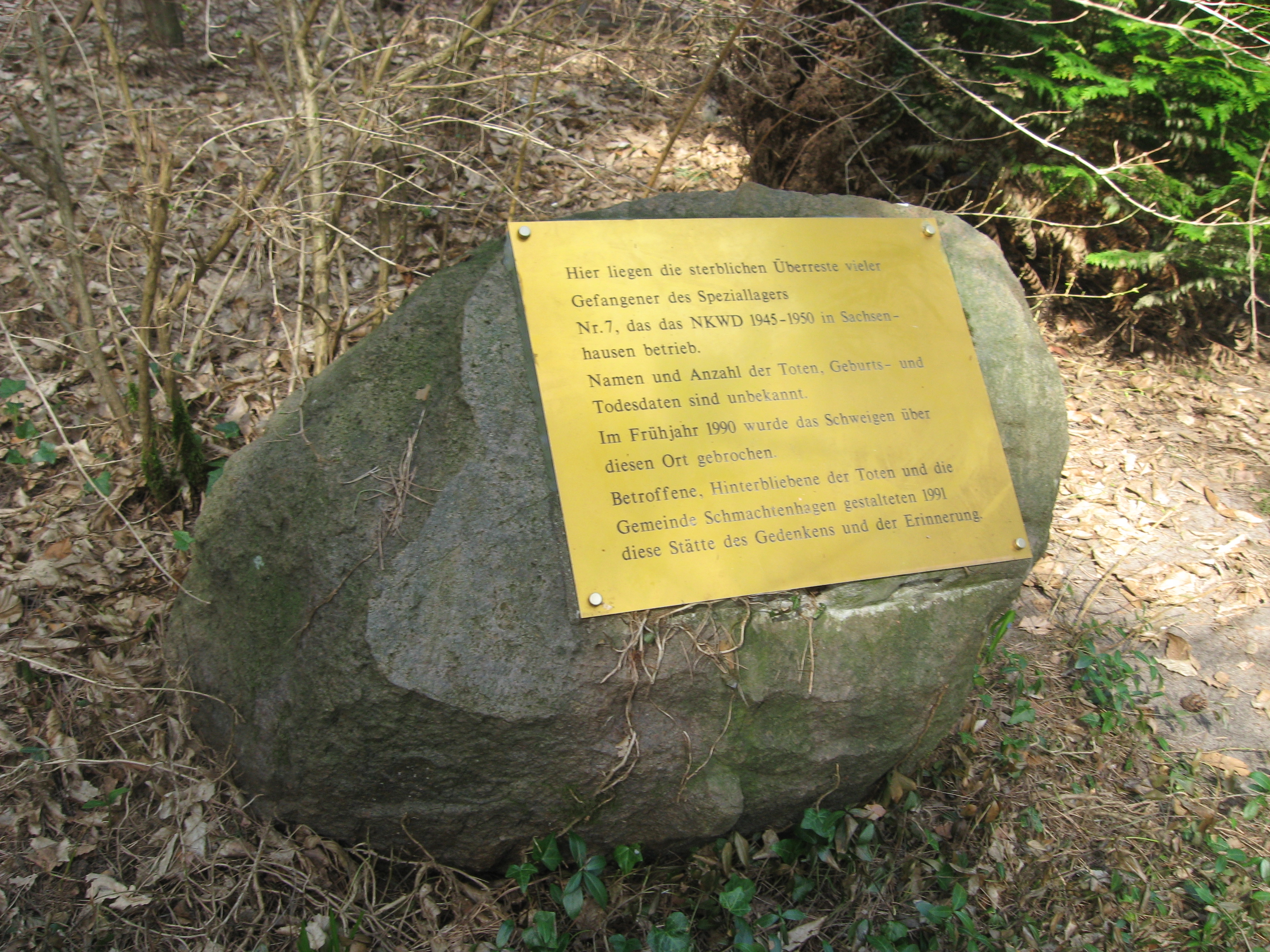
Gedenkstein am Waldfriedhof für das Speziallager Nr. 7 im Wald zwischen Oranienburg und Schmachtenhagen

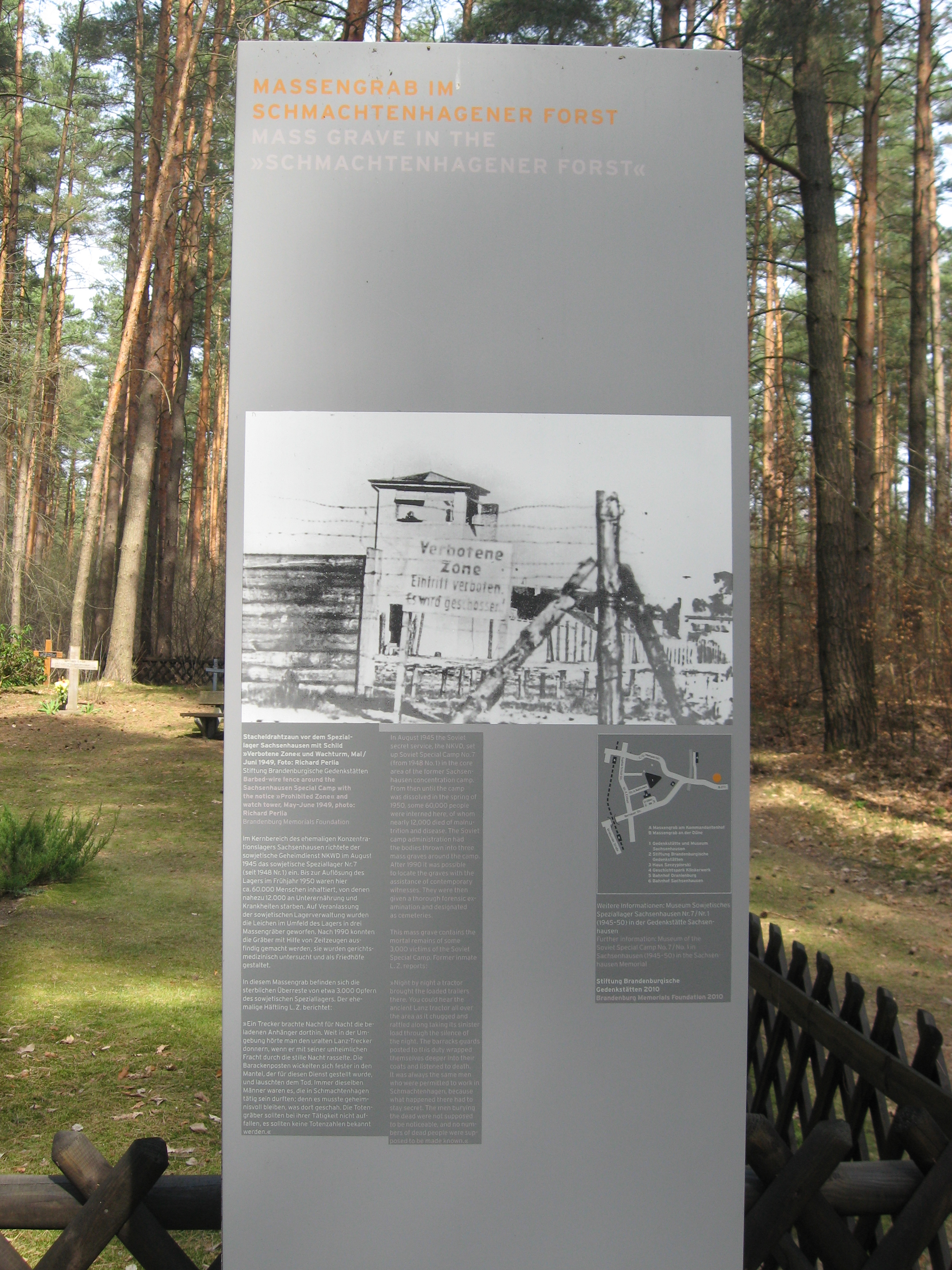
Infosäule an einem Massengrab am Waldfriedhof

Nachdem im Sommer 1945 die letzten der befreiten KZ-Häftlinge das Gelände verlassen hatten, wurde das Lager seit August 1945 durch die Sowjetische Militäradministration als Speziallager genutzt. Dies begann mit der Verlegung von 150 Häftlingen des sowjetischen Speziallagers Nr. 7 Weesow bei Werneuchen. Außer dem Krematorium und der Vernichtungsanlage wurden fast alle Lagergebäude, vor allem die Holzbaracken, das Lagergefängnis und die Wirtschaftsgebäude, wieder in Betrieb genommen. Gegen Ende 1945 war das Lager wieder voll belegt (12.000 Personen). Im folgenden Jahr waren zeitweise bis zu 16.000 Menschen im Lager eingesperrt. Etwa 2000 weibliche Häftlinge lebten in einem gesonderten Bereich des Lagers.
In dem „Zone II“ genannten ehemaligen Sonderlager für alliierte Kriegsgefangene befanden sich zunächst Sowjetbürger, die auf ihre Rückführung in die Sowjetunion warteten.
Das als „Zone I“ bezeichnete ehemalige Schutzhaftlager war für deutsche Zivilisten (Speziallagerhäftlinge) ohne rechtskräftige Verurteilung vorgesehen. Das Speziallager war von der Außenwelt fast völlig isoliert. Angehörige wurden nicht über den Verbleib und das Schicksal der Festgehaltenen informiert. Die ohne Rechtsgrundlage und unter menschenverachtenden Bedingungen Inhaftierten waren ehemalige Mitglieder der NSDAP, Sozialdemokraten, viele Jugendliche sowie willkürlich Denunzierte und politisch Missliebige, von denen Opposition gegen das sozialistisch-kommunistische Gesellschaftssystem befürchtet wurde. Auch ehemalige deutsche Wehrmachtsoffiziere und Ausländer gehörten dazu. Das Lager war kein Arbeitslager. Die Häftlinge litten unter der erzwungenen Untätigkeit, unter ständigem Hunger, Kälte, Ungeziefer und medizinisch nicht behandelten Folgeerkrankungen. Sie starben zu Tausenden und wurden in Massengräber geworfen und verscharrt. Von den in den Jahren 1945 bis 1950 etwa 60.000 Inhaftierten starben etwa 12.000 Häftlinge an Unterernährung, Krankheiten, psychischer und physischer Entkräftung.
Die ehemalige Lagerinsassin Erika Riemann, die dort im Alter von 14 Jahren wegen Bemalens eines Stalin-Portraits mit Lippenstift inhaftiert wurde, berichtet u. a. von Scheinhinrichtungen, bei der sie mit anderen in einen Duschraum des ehemaligen Konzentrationslagers geführt wurde. Dort drohten die Bewacher, man würde den Häftlingen das Gleiche antun wie früheren jüdischen Opfern, denn aus den Duschen käme kein Wasser, sondern Gas.
Ab 1948 waren Brettspiele, Sport sowie zeitweise Zeitungen und der Empfang von Radiosendungen erlaubt. Im Sommer 1948 wurden etwa 5000 Häftlinge aus dem Speziallager Nr. 7 entlassen. Nachdem 1948 das Speziallager Mühlberg geschlossen wurde, war Sachsenhausen als Speziallager Nr. 1 das größte von drei Speziallagern in der sowjetischen Besatzungszone. Außerdem war auf dem gleichen Gelände eine zentrale Strafvollzugsanstalt für verurteilte Frauen mit einer geringen Haftstrafe, was 15 Jahre und weniger beinhaltete.
Im Frühjahr 1950, wenige Monate nach Gründung der DDR, wurden die letzten Lager aufgelöst. Aus dem Speziallager Nr. 1 wurden ca. 8000 Häftlinge entlassen, eine kleinere Gruppe in die Sowjetunion transportiert. 5500 Häftlinge überstellte das NKWD an die Behörden der DDR. Unter ihnen befanden sich 1119 Frauen und ca. 30 der im Lager geborenen Kinder – sog. „Landeskinder“ –, die in die DDR-Frauenstrafanstalt Hoheneck/Stollberg verlegt wurden. Die Weiternutzung der nationalsozialistischen Konzentrationslager durch die sowjetische Besatzungsmacht und das damit verbundene Unrecht und erneute qualvolle Sterben Tausender Menschen wurde durch das SED-Regime verschwiegen oder verharmlost. Einige Überlebende wurden 1950 in den berüchtigten Waldheimer Prozessen vor ein DDR-Gericht gestellt und noch viele Jahre in DDR-Zuchthäusern wie Waldheim und Bautzen festgehalten.

## Gedenkstätte und Museum Sachsenhausen
Seit 1993 ist die Gedenkstätte und Museum Sachsenhausen auf dem Gelände des ehemaligen Speziallager Sachsenhausen für die Ausstellungen und Forschung zur Geschichte des Lagers verantwortlich. Die inhaltlichen Schwerpunkte der Einrichtung reichen dabei von der Geschichte des KZ Oranienburg, verschiedenen Aspekten der Geschichte des KZ Sachsenhausen über das sowjetische Speziallager bis hin zur Geschichte der Gedenkstätte selbst.

## Bekannte Internierte
- Fritz von Borries (1892–1983), Komponist, Kapellmeister und Musikpädagoge, stellvertretender Leiter der Reichsmusikprüfstelle
- Heinrich Brandt (1891–1945), Regisseur, Schriftsteller und Filmproduktionsleiter
- Hermann Döring (1888–1945), Jurist, Vorstand einer Luftfahrtversicherungsgesellschaft
- Dagobert Dürr (1897–1947), deutscher Journalist und NSDAP-Funktionär
- Gerhard von Enckevort (1868–1945), Generalmajor
- Horst von Einsiedel (1905–1947), Widerstandskämpfer gegen den Nationalsozialismus, „amerikanischer Spion“
- Erik Geijar-Geiger (1888–1945), Regisseur und NS-Kulturfunktionär
- Heinrich George (1893–1946), Schauspieler
- Bruno Golecki (1913–1988), Raketentechniker
- Wilhelm Haehnelt (1875–1946), General der Flieger
- Alfred Horstmann (1879–1947), Diplomat im Ruhestand; Herausgeberschaft einer den Nationalsozialismus propagierenden Zeitung
- Willi Fr. Könitzer (1905–1947), NS-Journalist und Schriftsteller zum Judentum
- Giwi Margwelaschwili (1927–2020), deutsch-georgischer Schriftsteller
- Werner Maser (1922–2007), Offizier
- Eberhard Matthes (1915–1998), Denkmalpfleger, Heimatforscher und Pädagoge
- Karl August Nerger (1875–1947), pensionierter Admiral
- Otto Nerz (1892–1949), Fußball-Reichstrainer
- Brunhilde Pomsel (1911–2017), Sekretärin von NS-Propagandaminister Joseph Goebbels[7]
- Wilhelm Reetz (1887–1946), Kunstmaler und Journalist; Schriftleiter von NS-Zeitschriften
- Josef Schafheutle (1904–1973), Ministerialbeamter zur Zeit des Nationalsozialismus im Reichsjustizministerium, an der Ausarbeitung des politischen Sonderstrafrechts führend beteiligt, Beamter im Bundesjustizministerium
- Ernst Schlange (1888–1947), Präsident am deutschen Reichsanzeiger, zeitweise Gauleiter der NSDAP im Gau Berlin-Brandenburg
- Eduard Stadtler (1886–1945), Gründer der Antibolschewistischen Liga
- Friedrich Syrup (1881–1945), Jurist und Politiker, 1932 Minister, nach 1933 zuständig für den Arbeitseinsatz
- Erich Warsitz (1906–1983), Testpilot und Rüstungsunternehmer
- Karl Wernecke (1885–1945), 1931–1945 Oberbürgermeister von Stendal

## Bekannte Strafgefangene (SMT-Verurteilte)
- Josef Ebenhöh (1914–1951), SS-Aufseher im KZ Buchenwald, Kommandant des KZ-Außenlagers Penig[8]
- Reinhold Eggers (1890–1974), Offizier
- Oskar Fuchs (1881–1946), NSDAP 1929, NSDAP-Ortsgruppenleiter und ab 1933 Bürgermeister von Oranienburg[9][10]
- Gisela Gneist (1930–2007), spätere Vorsitzende des Opferverbands ehemaliger Inhaftierter
- Stella Goldschlag (1922–1994), Gestapo-Kollaborateurin
- Hans Heinze (1895–1983), Psychiater, Leiter der Leiter der Landesheilanstalt Brandenburg-Görden und als T4-Gutachter führend an nationalsozialistischen Krankenmorden beteiligt[11]
- Karl-Heinz Kurras (1927–2014), Waffenbesitz, erschoss 1967 den Studenten Benno Ohnesorg
- Margot Pietzner (1921–1998), Aufseherin des KZ Ravensbrück und verschiedener KZ-Außenlager
- Erika Riemann (1930–2021), Autorin
- Margarete Sachse (1897–1948), Schauspielerin
- Edgar Tatarin-Tarnheyden (1882–1966), nationalsozialistischer Staatsrechtler